# Виселковски рејон
Виселковски рејон (рус. Выселковский район) административно-територијална је јединица другог нивоа и општински рејон смештен у централном делу Краснодарске покрајине, односно на југозападу европског дела Руске Федерације.
Административни центар рејона је станица Виселки.
Према подацима националне статистичке службе Русије за 2017. на територији рејона живело је 59.239 становника или у просеку око 34,8 ст/км². По броју становника налази се на 28. месту међу административним јединицама Покрајине. Површина рејона је 1.740 км².

## Географија
Виселковски рејон се налази у централном делу Краснодарске покрајине, обухвата територију површине 1.740 км² и по том параметру налази се на 17. месту међу административним јединицама у Покрајини. Граничи се са Павловским рејоном на северу, на истоку је Тихоречки, југоистоку Тбилишки, а југу Устлабински рејон, док су на западу Брјуховечки и Кореновски рејон.
Рељефом Устлабинског рејона доминирају ниске и доста једноличне степе Кубањско-приазовске низије. Најважнији водоток који протиче централним делом рејона је река Бејсуг са својим бројним мањим притокама. 

## Историја
Виселковски рејон је званично успостављен 31. децембра 1934. као једна од административних јединица тадашњег Азовско-црноморског краја и првобитно се састојао од 8 насељених совјета. У границама Краснодарске покрајине је од 1937. године. 
Привремено је био расформиран у периоду 1963−1966. године. 

## Демографија и административна подела
Према подацима са пописа становништва из 2010. на територији рејона живело је укупно 60.271 становника, док је према процени из 2017. ту живело 59.239 становника, или у просеку око 34,8 ст/км². По броју становника Виселковски рејон се налази на 28. месту у Покрајини. 
| 1959.  | 1970.  | 1979.  | 1989.  | 2002.  | 2010.  | 2017.   |
| ------ | ------ | ------ | ------ | ------ | ------ | ------- |
| 74.277 | 64.292 | 59.718 | 59.436 | 60.239 | 60.271 | 59.239* |

Напомена:* Према процени националне статистичке службе. 
На територији рејона налазе се укупно 24 насељена места административно подељена на 10 другостепених руралних општина. Административни центар рејона и његово највеће насеље је станица Виселки са око 20.000 становника. Већа сеоска насеља на тлу рејона су још и станице Березанскаја (7.000) и Новомалоросијскаја (5.800 становника).

## Саобраћај
Најважнији путни правци који пролазе преко територије Виселковског рејона су пруга Краснодар—Тихорецк—Саљск и магистрални друм Краснодар—Павловскаја.